# WeTransfer
WeTransfer est un service de transfert de fichier fondé sur le cloud et créé en 2009 à Amsterdam. Ce site web permet d'envoyer des fichiers jusqu'à 2 Go avec la version gratuite,, et jusqu'à 200 Go avec la version payante « WeTransfer Pro ».

## Caractéristiques
WeTransfer, en version gratuite, ne nécessite pas d'enregistrement mais seulement de fournir les adresses électroniques des expéditeurs et destinataires. La société se rémunère via des publicités sous forme de fonds d'écran apparaissant sur le site web. Ce service demande depuis un code de validation et une adresse mail active où l'envoyer.[réf. nécessaire]
La disponibilité des fichiers envoyés au moyen de la version gratuite est limitée à trois jours.   
WeTransfer est disponible en huit langues : anglais, italien, français, espagnol, portugais, turc, allemand, néerlandais. La société est rentable depuis 2013. Ses concurrents directs sont notamment les plateformes de stockage cloud (en) telles que le français Smash, Yandex.Disk (en), Google Drive ou Dropbox. 70 % de ses utilisateurs, en 2017, appartiennent aux professions artistiques. Mais, pour le PDG, « en réglant ce problème [d'envoi de fichiers lourds] pour les artistes, on l'a réglé pour bien d'autres personnes ».
En 2017, il y avait 40 millions d'utilisateurs actifs mensuels.
La société a également lancé un média consacré aux artistes et à leur histoire : WePresent.
Le 31 juillet 2024, WeTransfer est rachetée par Bending Spoons.

## Services commerciaux équivalents
- Swiss Transfer
- TransferNow
- Smash
- BlueFiles
- Transgo

## Serviceslibres de droitséquivalents
- Drop, service basé sur Firefox Send (en), proposé par le chaton de l’association francophone de défense du logiciel libre April
- Wormhole.app, de Feross Aboukhadijeh et John Hiesey